# Jacob Hollister
Jacob Hollister (geboren am 18. November 1993 in Bend, Oregon) ist ein US-amerikanischer American-Football-Spieler auf der Position des Tight Ends. Er spielte College Football an der University of Wyoming und kam 2017 zu den New England Patriots, für die er bis 2018 in der National Football League (NFL) aktiv war. Anschließend spielte er für die Seattle Seahawks und die Minnesota Vikings. Zuletzt stand Hollister bei den Las Vegas Raiders unter Vertrag.

## Karriere

### Frühe Jahre
Hollister wuchs gemeinsam mit seinem Zwillingsbruder Cody Hollister in Bend, Oregon auf. Später gingen sie gemeinsam auf die Mountain View High School, in welcher beide mit dem Football spielen begonnen haben. Dort lief Hollister allerdings noch als Quarterback auf. Nach der Zeit auf der High School ging es für ihn, gemeinsam mit seinem Bruder, zum College in Nevada, mit einem Stopp in Arizona. Im College in Arizona orientierte Hollister seine Position um und entschloss sich, auf die Position des Tight Ends zu gehen. Ab dann trennten sich die Wege zwischen Cody und Jacob.
2014 ging der heutige NFL-Spieler zum College in Wyoming und blieb dort bis 2017. In seinen drei Jahren in Wyoming konnte er 75 gefangene Pässe aufweisen, was für ihn auch 1114 gefangene Yards bedeuteten. Insgesamt gelangen ihm außerdem 12 Touchdowns.

### NFL

#### New England Patriots
Im Jahr 2017 wurden sein Bruder Cody und er im Draft nicht ausgewählt, anschließend wurden die Zwillinge von den New England Patriots unter Vertrag genommen. In seiner Rookie-Saison konnte Hollister in 15 Spielen vier Pässe fangen und einen Raumgewinn von 42 Yards erzielen. Sein bestes Spiel absolvierte er in der zweiten Woche gegen die Jacksonville Jaguars, in dem er alle drei Pässe fangen konnte und insgesamt 35 Yards Raumgewinn erzielte. In seiner zweiten Saison verpasste der Tight End aufgrund einer Achillessehnenverletzung einen Großteil seiner zweiten Saison, konnte aber noch in 8 Spielen auflaufen und 4 Pässe fangen, welche insgesamt 52 Yards einbrachten. Zum Ende der Saison wurde er mit seinem Team noch Sieger des Super Bowl LIII.

#### Seattle Seahawks
Zu Beginn der NFL-Saison 2019 wurde Jacob Hollister zu den Seattle Seahawks getradet. Im Gegenzug bekamen die New England Patriots einen Siebtrundenpick im NFL Draft 2020. Doch in den ersten fünf Wochen stand er nur im Practice Squad der Seahawks. Aufgrund der Verletzung von Will Dissly und dem Trade von Nick Vannett zu den Pittsburgh Steelers konnte Hollister in Woche sechs in den aktiven Kader aufsteigen und seine ersten beiden Spiele absolvieren. In Woche neun brachte er seine beste Leistung in der bisherigen Saison. Gegen die Tampa Bay Buccaneers erzielte er seine ersten beiden Touchdowns. Die Saison ging genauso gut weiter, denn er konnte neben 3 Touchdowns auch 41 Pässe fangen und schaffte dadurch 349 Yards Raumgewinn.
Nach seiner ersten Saison bei den Seattle Seahawks verlängerte Hollister seinen auslaufenden Vertrag.

#### Buffalo Bills
Im März 2021 unterschrieb Hollister einen Einjahresvertrag bei den Buffalo Bills. Am 31. August 2021 wurde er im Rahmen der Kaderverkleinerung auf 53 Spieler von den Bills entlassen.

#### Jacksonville Jaguars
Am 3. September 2021 nahmen die Jacksonville Jaguars Hollister unter Vertrag.

#### Las Vegas Raiders
Am 22. März 2022 unterschrieb er einen Einjahresvertrag bei den Las Vegas Raiders. Er wurde vor Saisonbeginn am 30. August auf der Injured Reserve List gesetzt und einigte sich am 2. September 2022 mit den Raiders auf eine Vertragsauflösung.

#### Minnesota Vikings
Am 27. September 2022 schloss Hollister sich dem Practice Squad der Minnesota Vikings an. Er kam in zwei Spielen für Minnesota zum Einsatz.

#### Las Vegas Raiders
Am 11. November 2022 nahmen die Raiders Hollister für ihren aktiven Kader erneut unter Vertrag. Im August 2023 nahmen sie ihn für die Saison 2023 erneut unter Vertrag. Er wurde kurz vor Saisonbeginn auf die Injured Reserve List gesetzt und einigte sich wenig später mit den Raiders auf eine Vertragsauflösung.

### Karrierestatistik
| Saison | Team                 | Games | Games | Receiving | Receiving | Receiving | Receiving | Receiving | Rushing | Rushing | Rushing | Rushing | Rushing | Fumbles | Fumbles |
| Saison | Team                 | GP    | GS    | Rec       | Yds       | Avg       | Lng       | TD        | Att     | Yds     | Avg     | Lng     | TD      | FUM     | Lost    |
| ------ | -------------------- | ----- | ----- | --------- | --------- | --------- | --------- | --------- | ------- | ------- | ------- | ------- | ------- | ------- | ------- |
| 2017   | New England Patriots | 15    | 1     | 4         | 42        | 10,5      | 19        | -         | 1       | 5       | 5       | 5       | -       | -       | -       |
| 2018   | New England Patriots | 8     | 1     | 4         | 52        | 13        | 23        | -         | -       | -       | -       | -       | -       | -       | -       |
| 2019   | Seattle Seahawks     | 11    | 3     | 41        | 349       | 8,5       | 22        | 3         | -       | -       | -       | -       | -       | -       | -       |
| 2020   | Seattle Seahawks     | 16    | 5     | 25        | 209       | 8.4       | 20        | 3         | -       | -       | -       | -       | -       | -       | -       |
| 2021   | Jacksonville Jaguars | 7     | 2     | 9         | 55        | 6,1       | 11        | 1         | -       | -       | -       | -       | -       | -       | -       |
| 2022   | Minnesota Vikings    | 2     | 0     | 0         | 0         | 0,0       | 0         | 0         | -       | -       | -       | -       | -       | -       | -       |
| 2022   | Las Vegas Raiders    | 3     | 0     | 0         | 0         | 0,0       | 0         | 0         | -       | -       | -       | -       | -       | -       | -       |
|        | Gesamt               | 62    | 12    | 83        | 707       | 8,5       | 23        | 7         | 1       | 5       | 5       | 5       | 0       | 0       | 0       |

## Privates
Jacob Hollister ist der Zwillingsbruder von Cody Hollister, der als Wide Receiver ebenfalls Football spielt. Von 2017 bis 2018 stand er ebenfalls bei den New England Patriots unter Vertrag.